# Rudolph Ulrich
Rudolph Ulrich (* 21. Juni 1819 in Arnsberg; † 3. Mai 1905 in Düsseldorf; vollständiger Name: Rudolph Carl Engelbert Ludwig Ulrich) war ein preußischer Verwaltungsjurist und Landrat im Kreis Zell (1851–1860).

## Leben
Sein Vater war der Jurist und Abgeordnete Caspar Ignaz Ulrich. Ein Bruder war Theodor Ferdinand Ulrich. Ulrich besuchte das Gymnasium Laurentianum Arnsberg und nahm im Anschluss ein Studium der Rechte in Bonn und Heidelberg auf. 1840 begann er als Auskultator und 1843 als Regierungsreferendar in Arnsberg. 1846 war er Regierungsassessor und Hilfsarbeiter im preußischen Finanzministerium. 1851 wurde Ulrich interimistischer Landrat und ab 1853 amtierte er als Landrat in Zell. 1860 zum Regierungsrat ernannt, wirkte er ab 1862 in der Regierung Düsseldorf und zwischenzeitlich von August 1870 bis August 1871 im Generalgouvernement Straßburg. 1881 wurde Ulrich zum Geheimen Regierungsrat ernannt und 1897 in den Ruhestand versetzt.